# Johnius fuscolineatus
Johnius fuscolineatus är en fiskart som först beskrevs av Von Bonde 1923.  Johnius fuscolineatus ingår i släktet Johnius och familjen havsgösfiskar. Inga underarter finns listade i Catalogue of Life.